# Cantus in Memoriam Benjamin Britten
Cantus in Memoriam Benjamin Britten per a orquestra de corda i campana, és un petit cànon en la menor, escrit el 1977 del compositor estonià Arvo Pärt. L'estrena va tenir lloc a Tallinn, Estònia, al Teatre d'Estònia, el 7 d'abril de 1977, a càrrec de l'Orquestra Simfònica Nacional d'Estònia, dirigida per Eri Klas.
Es tracta d'una de les primeres composicions del període en què Pärt va adoptar la seva tècnica tintinnabuli. Quan Benjamin Britten va morir el desembre de 1976, Pärt va experimentar una profunda sensació de pèrdua, ja que considerava Britten un compositor molt proper. Pärt va qualificar a Britten de posseir la "puresa inusual" que ell mateix buscava com a compositor.
Aquesta obra és un lament profundament emotiu d'una senzillesa desarmant. Es construeix com un cànon per augmentació en la tonalitat de la menor, sense cap nota alterada, de manera que un oient sense coneixements tècnics la percebria com si fos tocada només amb les tecles blanques d'un piano. La peça segueix una estructura descendent que es desplega a través de nou veus de cordes: primers i segons violins, violes en tutti, i violoncels i contrabaixos dividits en dues parts cadascun. Acompanyant aquesta textura de cordes, una campana marca constantment la nota la, conferint a l'obra una atmosfera hipnòtica i introspectiva. Aquesta radical simplicitat, que en el seu moment (1977) es va percebre com a revolucionària, va donar peu a la qualificació de «nova simplicitat» per descriure aquesta etapa creativa del compositor.